# Sân vận động Meiji Jingu
Sân vận động Meiji Jingu (明治神宮野球場 Meiji Jingū Yakyūjō), là một sân vận động bóng chày nằm tại Shinjuku, Tokyo, Nhật Bản. Khánh thành năm 1926, sân có sức chứa 37,933 khán giả. Thuộc sở hữu của ban quản lí Đền thờ Thiên hoàng Minh Trị, đây là sân nhà của CLB Tokyo Yakult Swallows thuộc chi giải Central League thuộc NPB. Ngoài ra đây cũng là nơi tổ chức các trận bóng chày đại học, trong đó có Liên đoàn giải Bóng chày Tokyo Big6 và Liên đoàn giải Bóng chày Đại học Tohto.
Theo kế hoạch tái qui hoạch khu vực, trong thời gian sắp tới, sân đấu này và Sân bóng bầu dục liên hiệp Chichibunomiya sẽ bị phá dỡ để xây mới các cơ sở vật chất thay thế hiện đại hơn.